# La canal de Mancorbo en los Picos de Europa
La Canal de Mancorbo en los Picos de Europa es una obra realizada por el pintor paisajista de origen belga pero afincado en España Carlos de Haes en 1876. Este lienzo representa el culmen del paisaje realista en España que fue creado durante la etapa de madurez del artista donde dominaba a la perfección las técnicas pictóricas, suponiendo la transformación del género y convirtiéndose, además, en la obra más importante del artista. Se introdujo, en la mano de Haes, una nueva manera más fidedigna de representar la naturaleza, lejos de las escenas idealizadas de los románticos pero sin alejarse de lo poético.
La obra se expuso en la Exposición Nacional de Bellas Artes de 1876, en plena fama del pintor y más tarde fue comprada por el Estado para colocarlo en el Museo Nacional de Pintura y Escultura, actual Museo del Prado, de Madrid, aunque en 1899 fue enviado al recién constituido Museo de Arte Moderno, en el cual permaneció hasta 1971, en que regresó definitivamente al Prado.

## El paisaje realista en España
Durante el siglo XIX, el gusto artístico en España se decantaba por la pintura de historia, religiosa y de género quedando el paisaje relegado a un segundo plano como una mera decoración en paredes y muebles, aunque fue muy practicado por las mujeres al considerarlo idóneo para ellas. Además, nunca tuvo una buena consideración entre algunos artistas al pensar que la práctica de la pintura de paisaje no necesitaba de la habilidad del dibujo. La característica principal de este género era el trabajo inicial con bocetos al óleo y elaborados a plain air, pero al contrario que los impresionistas, estos paisajes eran acabados en el estudio. Aunque es cierto que el trabajo al aire libre se inicia en esta época, ya en el siglo XVIII la pintura veneciana de la veduta intentaba representar ese realismo a través de la cámara oscura, incluso la pintura de historia usaba estos mismos recursos para sus escenas. Algunos artistas de esos años, como Joseph Venet y Pierre-Henri de Valaenciannes, también recomendaban la práctica de la pintura al natural como una forma de aprender a plasmar los distintos efectos de contraluces y los cambios cromáticos producidos por estos.
Poco a poco fue aumentando el gusto gracias a la nueva burguesía que necesitaba deleitarse con la belleza, pero será con la Exposición Nacional de Bellas Artes de 1858 donde el paisaje realista comenzó su periplo. A esto hay que agradecerle a Carlos de Haes y a su obra Vista tomada en las cercanías del Monasterio de Piedra con el que ganó el certamen representando un escenario real, alejándose así de las imágenes idealizadas del romanticismo. No obstante, un año antes ya se predecía con la exposición de otro de sus lienzos, Vista del Palacio Real desde la Casa Campo que presentó para la cátedra en la Real Academia de Bellas Artes de San Fernando. Los referentes de este nuevo panorama fueron los artistas ingleses que viajaron a España en busca de nuevos ambientes, como lo hicieron David Rober y Jonh Frederick Lewis o los franceses con personalidades como Joseph Venet, citado anteriormente, pero lo que marcó al género fueron las influencias llegadas de los flamencos y holandeses que, desde el siglo XVII, ya mostraban un carácter mucho más empírico en cuanto a la escena paisajística se trataba. También el paisaje clasicista de Poussin y Carracci fueron relevantes para este nuevo género.
Años después incontables pintores siguieron los pasos de Haes atraídos por el encanto de una naturaleza más sincera y objetiva, especialmente a partir de su etapa como profesor en la Academia desde 1860. Aquí aportó un nuevo sistema pedagógico para el aprendizaje del paisaje mediante salidas a los parajes de la geografía española con el objetivo de practicar el dibujo al aire libre y saber plasmar los distintos efectos de la luz en la orografía, como indicaban Joseph Venet y Pierre-Henri de Valaenciannes, pero también enseñó una nueva forma de interpretar la naturaleza para poder apreciar lo espiritual detrás de ella. No se trataba de representar una visión fidedigna de la realidad sino de obtener un nuevo punto de vista sobre la vida y lo que la rodea introduciéndose en los misterios del entorno.
Los cambios que surgieron no fueron solamente artísticos, sino también implicó un pequeño avance hacia la modernidad en España, cada vez más cerca de lo científico a partir de la segunda mitad del siglo XIX.

## Análisis de la obra
En la década de los 70, la obra de Haes evoluciona de tal manera que crea nuevas composiciones y desarrolla un mejor dominio de la técnica. Dejará atrás los tonos pardos por otros más brillantes, cercanos a los azules y grises, con el fin de buscar paisajes más luminoso. Además utilizará una pincelada muy empastada e individualizará cada vez más los elementos presentes en la escena.
La localización de la escena se encuentra en la ladera baja del Macizo de Ándara situado en la zona oriental de los Picos de Europa, en la comarca de Liébana sobre el pueblo de Argüébanes, Cantabria donde se presenta un pico central al fondo flanqueado por dos laderas montañosas colocadas en primer plano y cubiertas por un cielo azul con algunas nubes, estructurado por líneas diagonales. Para marcar la profundidad del paisaje, el artista utiliza un recurso procedente de sus predecesores flamencos con el cual realiza pequeñas pinceladas de luz en distintos planos, dirigiendo la mirada hacia el pico montañoso del fondo. De esta manera observamos su gran habilidad con la luz y la perspectiva mediante pequeñas degradaciones de luces y sombras que matizan las formas. Lo podemos observar en la zona ensombrecida del primer plano, donde cada uno de sus elementos están perfectamente detallados. Las partes rocosas se resaltan aún más por medio de los trazos y los colores bien definidos, modelados con toque de luz que resplandecen las superficies. Esto se aprecia en el pico del fondo pintado con mucha minuciosidad. Esa lejanía se destaca además con el uso de los azules, grises y dorados en la parte de atrás. En la parte baja de la ladera de la izquierda, en la zona en sombra, se observan las figuras en miniatura de un pastor con varias vacas que acentúan la monumentalidad del paisaje, un elemento ya utilizado por los románticos para mostrar la inmensidad de la naturaleza ante la insignificancia del hombre y con el que da un toque pintoresco, utilizado anteriormente por Haes en sus primeros lienzos.

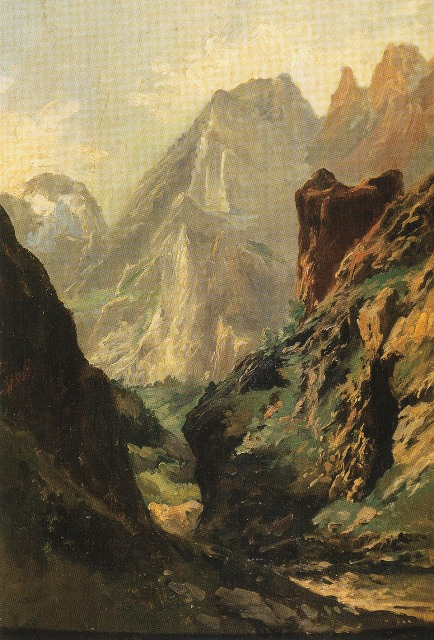
Boceto para La Canal de Mancorbo en los Picos de Europa, 1874, 33 cm x 23 cm, colección particular

Haes pintaba sus bocetos y estudios con bastante rapidez y usando una pincelada violenta, captando con mejor precisión los cambios atmosféricos y lumínicos que se van produciendo. Uno de esos apuntes que utilizó como base para la obra es un óleo sobre tabla que realizó en 1874, en uno de los varios viajes que realizó hacia los Picos de Europa acompañado de sus alumnos Aureliano de Beruete y José de Entrala. Debieron quedar hechizados por la naturaleza que allí vieron, pues se han recogido varios dibujos y bocetos de la zona que podemos encontrar en el Museo del Prado. Como indican los nuevos estudios, este no fue su primer viaje a este paraje sino que fue en 1871 gracias a los escritos de Beruete, por lo que ya lo dominaba de ante mano. Entre este boceto y el cuadro hay una diferencia de dos años lo que indica el trabajo lento y minucioso que realizaba en el estudio y si las comprobamos se pueden destacar algunas ligerezas, como los árboles de la parte izquierda, que no afectan a la estructura del paisaje. Además, el artista consigue colocar la escena de tal manera que se presente al espectador como una imagen armónica que invita a una contemplación relajada.
Por lo tanto, la obra de Haes destaca por sus detallismos con el fin de ser los más realista posible, solamente factible con la mejor destreza técnica, cada vez más depurada. Asimismo, las numerosas salidas hacia estos parajes naturales incorporaron en el artista una excelente capacidad para captar todos los efectos de contraluces, en distintas horas del día y los cambios cromáticos que provocan en el terreno. De alguna forma, sus cuadros se acercan más al positivismo del tercer cuarto del siglo XIX puesto que desarrollaba su trabajo como si de un geólogo, geógrafo o botánico se tratase al intentar representar hasta el último detalle, dando de esta manera protagonismo a todos los elementos del paisaje.

## Crítica en la Exposición Nacional de Bellas Artes de 1876
Tras catorce años desde su última presentación en una Exposición Nacional de Bellas Artes, Haes se presenta otra vez en 1876 con tres lienzos: Costa de Lequeitio, Garganta de la Hermida y La Canal de Mancorbo en los Picos de Europa. Fue denominada como la Exposición Nacional más mediocre hasta esa fecha y aunque no recibió ningún premio, a consecuencia de los cambios de la normativa que especificaban que todo aquel que hubiera ganado más de dos veces la medalla de Honor ya no se le permitía volver a recibirla, salió ileso de las críticas de los jueces: ...en algunas (obras) del Sr. Haes que figuran en la Exposición, pueden ver nuestros copistas del natural como se busca la belleza superior por el camino de la verdad....
Gracias a ello, el cuadro fue adquirido meses después por el Estado para el Museo Nacional de Pintura y Escultura, del que luego pasó al Museo de Arte Moderno, para finalmente regresar de nuevo al Prado en 1971.